# Zimra
A Zimra héber eredetű női név, jelentése: dallam.

## Gyakorisága
Az 1990-es években szórványos név, a 2000-es években nem szerepel a 100 leggyakoribb női név között.

## Névnapok
ajánlott névnap
- május 31.[2]